# Running with the Devil - La legge del cartello
Running with the Devil - La legge del cartello (Running with the Devil) è un film del 2019 diretto da Jason Cabell.
La pellicola è interpretata, tra gli altri, da Nicolas Cage, Laurence Fishburne, Leslie Bibb e Barry Pepper. Il primo trailer è stato pubblicato il 7 agosto 2019.

## Trama
A seguito di una spedizione di cocaina tagliata male, il boss del cartello ordina ai suoi uomini di indagare verificando tutti gli anelli della catena, la stessa cosa fa una coppia di agenti federali.

## Produzione
Le riprese, svoltesi ad Albuquerque (Nuovo Messico) a partire dal 13 marzo 2018 e a Bogotà (dal 2 aprile), sono terminate il 18 aprile di quell’anno.

## Distribuzione
La pellicola è stata distribuita nelle sale statunitensi a partire dal 20 settembre 2019.